# دیگه وقت نمایشه
دیگه وقت نمایشه (کره‌ای: 지금부터, 쇼타임!) یک مجموعه تلویزیونی کره جنوبی سال ۲۰۲۲ با بازی پارک هه جین، جین کی جو و جونگ جون هو است. این مجموعه به کارگردانی لی هیونگ مین و جونگ سانگ هی است و داستان یک شعبده‌باز مرموز چا چا وونگ و یک پلیس خون‌گرم که برای حل پرونده‌ها با ارواح کار می‌کند را روایت می‌کند.
این مجموعه از ۲۳ آوریل تا ۱۲ ژوئن ۲۰۲۲، روزهای شنبه و یکشنبه ساعت ۲۰:۴۰ (کی‌اس‌تی) از ام‌بی‌سی برای ۱۶ قسمت پخش شد. دیگه وقت نمایشه همچنین برای خدمات رسانه‌ای بر فراز اینترنت در بیش از ۱۹۰ کشور پیش‌فروش شد.

## بازیگران

### اصلی
- پارک هه جین در نقش چا چا وونگ، یک کارفرمای روح و شعبده‌باز معروف[۸]
  - سو دونگ هیون در نقش جوانی چا چا وونگ[۹]
- جین کی جو در نقش گو سول هه، یک پلیس خون‌گرم با قدرت‌های ماوراء طبیعی[۱۰]
  - اوه یه جو در نقش جوانی گو سول هه[۱۱]
- جونگ جون هو در نقش ژنرال چوی گوم[۱۲]

## تولید
پارک هه جین در مه ۲۰۲۱ به عنوان بازیگر نقش اول مرد تأیید شد. در ژوئیه ۲۰۲۱ به جین کی جو پیشنهاد نقش اول زن داده شد. جونگ جون هو در اوت ۲۰۲۱ پیشنهاد حضور در این مجموعه را دریافت کرد.